# 德氏大羚羊
德氏大羚羊（學名：Taurotragus derbianus）是一种分布非洲西部及中部地区的羚羊，目前已知在南苏丹，中非共和国到喀麦隆北部和乍得南部有种群分布。

## 特征
德氏大羚羊与大羚羊被一同划分到旋角大羚羊属。该物种与大羚羊的大小相仿。然而，德氏大羚羊平均个体比普通大羚羊稍大，因此有时会被认为是世界上最大的羚羊。它们身体长度通常在220和290厘米之间，站立时肩膀离地面高度大约130至180厘米。德氏大羚羊表现出很明显的性别差异，因为雄性比雌性大,雄性德氏大羚羊体重400至1000公斤，雌性德氏大羚羊体重则为300至600公斤。德氏大羚羊的寿命可达在野外25年，在圈养环境下约为20年 。

## 分布

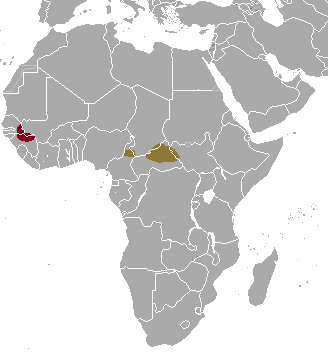
Distribution:
西部亚种
东部亚种

西部德氏大羚羊种群的主要威胁是过度捕猎以及人力和牲畜数量的扩张导致的栖息地被破坏。同时，由于口蹄疫袭击，东部德氏大羚羊的种群数量已经有所下降。这种情况是在二战期间以及其他民间战争导致它们的自然栖息地遭到损害。德氏大羚羊已经在冈比亚，加纳，科特迪瓦等地区消失。据报道，西部亚种曾经被认为在多哥还有分布，但是目前相信是与紫羚（Tragalephaus eurycerus）相互混淆。 1970年，据报道，由于军事活动导致了该物种在乌干达地区消失。

## 名字
虽然德氏大羚羊比普通大羚羊大，但是英文中「Giant Eland」中的「Giant」（巨大的）实际上指的是它的大角。「Eland」则是来自荷兰语，意思其实是指駝鹿。最初荷蘭殖民者來到非洲地区看見如此巨大的羚羊的时候，就用这个名字称呼它们。